# Đakovo
Đakovo (tyska: Diakowar, ungerska: Diakovár) är en stad i landskapet Slavonien i östra Kroatien. Den har 20 912 invånare (2001). Staden är mest känd för sin stora katedral och för det statliga stuteriet Đakovo där man föder upp Lipizzanerhästar. Katedralen i Đakovo är en av de största i Kroatien.

## Sevärdheter
- Sankt Petrus katedral